# Rejon Beyləqan
Rejon Beyləqan (azer. Beyləqan rayonu) – rejon w centralno-południowym Azerbejdżanie.